# Сидар-Крест (Нью-Мексико)
Сидар-Крест (англ. Cedar Crest) — статистически обособленная местность (CDP) в округе Берналийо, Нью-Мексико, США. Входит в метрополитенский ареал Альбукерке.

## География
Сидар-Крест расположен в восточной части округа Берналийо у восточных склонов гор Сандия.

## Демография
По данным переписи населения 2020 года в местности насчитывалось 933 человека и 455 домашних хозяйств. Плотность населения составляла 125,2 /км2. В 2000 году расовый состав населения местности: 86,89 % белых, 1,23 % афроамериканцев, 1,42 % коренных американцев, 1,13 % азиатов, 0,09 % жителей тихоокеанских островов, 6,89 % представителей других рас и 2,36 % представителей двух или более рас. Испаноязычные составляли 19,81 %.
Из 470 домохозяйств в 23,8 % воспитывались дети в возрасте до 18 лет, 57,7 % представляли собой совместно проживающие супружеские пары, в 8,1 % домохозяйств женщины проживали без мужей, а 31,3 % не имели семей. 26,0 % домохозяйств состояли из одного человека, при том 5,1 % — из одного человека в возрасте 65 лет и старше. Средний размер домохозяйства — 2,22, а семьи — 2,64 человека.
Возрастное распределение составило 19,2 % в возрасте до 18 лет, 4,6 % от 18 до 24, 27,1 % от 25 до 44, 36,0 % от 45 до 64 и 13,0 % в возрасте 65 лет и старше. Средний возраст жителей составлял 45 лет. На каждые 100 женщин приходится 103,1 мужчин. На каждые 100 женщин старше 18 лет приходилось 96,3 мужчин.
Средний доход домохозяйства составлял 50 865 долларов, а средний доход семьи — 62 054 доллара. Мужчины имели средний доход 42 400 долларов против 28 500 долларов у женщин. Доход на душу населения в CDP составлял 27 263 доллара. Около 5,1 % семей и 7,6 % всего населения находились ниже черты бедности, в том числе 2,1 % младше 18 лет и 10,3 % старше 65 лет.